# Wolfgang Strohmeier
Wolfgang Strohmeier (* 13. Januar 1913 in Kassel; † 26. März 2004 in Bamberg) war ein deutscher Astronom.

## Leben
Wolfgang Strohmeier wurde in Kassel als Sohn des Stadtoberingenieurs F. Strohmeier geboren. Nach der Schulausbildung bis zum Abitur am Wilhelmsgymnasium folgte 1932 das Studium der Astronomie an der Universität Berlin. Im Sommer 1938 erfolgte die Promotion. Seit 1936 und auch noch nach seiner Promotion veröffentlichte er Beobachtungsergebnisse von Veränderlichen und rotverfärbten Sternen.
1939 heiratete er seine Frau Käthe, mit der er zwei Töchter hatte.
Mit Kriegsbeginn 1939 wurde er sofort zur Wehrmacht eingezogen und in Polen, Frankreich und Afrika eingesetzt. Nach einer Verwundung, die seinen Kriegseinsatz beendete, war er von 1944 bis 1947 Assistent von Paul ten Bruggencate an der Universitätssternwarte Göttingen.
Es folgte 1948 (bis 1953) eine Stelle als Observator der Bayerischen Kommission für Internationale Erdmessung bei der Bayerischen Akademie der Wissenschaften in München.
Am 1. Januar 1954 wurde er zum Direktor der Remeis-Sternwarte in Bamberg ernannt. Es erwartete ihn die umfangreiche Aufgabe, das Institut in baulicher und instrumenteller Hinsicht zu modernisieren – dies gelang auch durch die unermüdliche Suche nach Sponsoren durch ihn. Nach der Habilitation war er ab 1962 Universitätsdozent und konnte nun an der inzwischen zu einem Astronomischen Institut der Universität Erlangen-Nürnberg gewordenen Remeis-Sternwarte selbständig die Ausbildung durchführen. 1969 wurde er außerplanmäßiger Professor.
Er hielt in den Jahren 1959, 1962, 1965 und 1977 Veränderlichenkolloquien der IAU ab, was das Institut an die internationale Forschung heranführte.
Für die Bemühungen um die Modernisierung der Sternwarte wurde er 1980 mit dem Bundesverdienstkreuz am Bande ausgezeichnet.
Wolfgang Strohmeier starb an den Folgen seiner langjährigen Parkinson-Erkrankung.